# A Hét (hírműsor)
A Hét a Magyar Televízió 1970-ben indított korszakalkotó jelentőségű, eredetileg egyórás időtartamú hírmagazinja volt, mely minden héten vasárnap este 19 órakor jelentkezett az 1973-ig egyetlenként adóként sugárzott Magyar Televízió 1-es csatornáján. Noha a program már 1970-ben elindult, a műsor igazi atyja, Polgár Dénes meghatározó jelentőségű külpolitikai újságíró lett: munkatársaival az általa kitalált koncepció szerint, sokszor a pártállam határait feszegető, rendkívül népszerű magazint hozott létre. Eredetileg jórészt külpolitikai témájú riportok alkották a hírműsort, de a műsoridő második fele csakhamar fontos belpolitikai témákat is felvetett. A műsornak több korszaka volt, egy idő után valamelyest elfejlődött az eredeti, Polgár Dénes-féle elképzeléstől, és a hatalom (főleg a szerkesztő-műsorvezetők kiválasztása, illetve lecserélése által) igyekezett befolyásolni a műsor karakterét. Az első adást 1970. október 11-én sugározták. A műsor a Magyar Televízióban 2003-ban szűnt meg.

## A műsor jelentősége
A Hétben mindig különös jelentőségű témák szerepeltek. A külpolitikai tudósítások között gyakran olyan témákról esett szó, illetve olyan helyekről tudósítottak, amelyekről más műsorokban elképzelhetetlen lett volna. Ez Polgár Dénes szervezőkészségének és kifinomult politikai érzékének volt köszönhető, hiszen a legtöbb témát engedélyeztetni kellett. A műsor népszerűségére jellemző, hogy nyáron vasárnap az M7-es autópályán a Balatonról Budapest irányába tartó forgalom sűrűségét is befolyásolta, ugyanis a legtöbben igyekeztek még a műsor előtt hazaérni, mert ekkoriban kevesen engedhették meg maguknak, hogy a nyaralójukban is legyen egy televíziókészülékük.
A műsor az 1980-as években is tudott újat, formailag bizonyos értelemben korszakosat hozni. Hajdú János főszerkesztővé való kinevezésével új, akkor szokatlan vizuális megjelenést vezettek be: nemcsak új főcímzenét kapott a műsor Vangelis zenéjével, de a főszerkesztő-műsorvezető állva vezette az adást, és a műsor elején – akkoriban igen meglepően – jellegzetes meghajlással köszöntötte a nézőt.

## Neves közreműködői
A Hét jelentette számos újságíró karrierjének kezdetét vagy fontos állomását jelentette. Hajdú János, Sugár András, Kondor Katalin, Léderer Pál, Sándor István, Wisinger István műsorvezetőként, Szegvári Katalin, Poór Klára riporterként fémjelezte A Hét különféle korszakait.
A Hét főszerkesztői:
- Polgár Dénes 1971–77
- Kolek Vera  1977-81 (átmenetileg)
- Hajdú János 1981–87
- Sugár András 1987–88
- Aczél Endre 1989–90
- Pálfy G. István 1990–92
- Csák Elemér 1992–1993
- Pálfy G. István 1993–1994
- Stefka István (megbízott) 1994
- Obersovszky Péter 1994–95
- Szombathy Pál 1995–98
- Császár Nagy László 1998 (átmenetileg)
- Rér Éva 1998–99
- Betlen János 1999–2000
- Belénessy Csaba 2000
- Siklósi Beatrix 2000–2001
- Horváth Szilárd 2001–2002
- Császár Nagy László 2002 (átmenetileg)
- Baló György 2002–2003

## Főcíme
A műsor eredeti főcímében a hét napjait tartalmazó feliratokból alakult ki a jellegzetesen az 1970-es évek stílusában megalkotott "A Hét" felirat. A műsor legelső főcímének zenéje a Blood, Sweat & Tears együttes Blues Part 2 című számából, néhány hangeffektusból és a Led Zeppelin együttes How Many More Times című számából lett összevágva. A műsor végén a stáblista alatt Peter Nero Soulful Strut című száma volt hallható. 1981-ben a főcímet teljesen lecserélték, stílusában is megváltoztatták: analóg képsokszorozással "A HÉT" feliratból egy kék korongot képeztek, előtte a címmel, zenei aláfestésként Vangelis L'Enfant című száma ment az Opéra Sauvage című lemezről. Ez a főcím kisebb képi változtatásokkal 1988-ig volt használatban. A grafikát ezután korszerűsítették, megszületett a földgömbös változat, de a zene nem változott,  ez a főcím a 90-es évek közepéig volt látható.